# Pro Evolution Soccer 2010
Pro Evolution Soccer 2010 (PES 2010) és un videojoc de la saga Pro Evolution Soccer basat en el futbol professional real de l'any 2010 que va desenvolupar Konami Computer Entertainment i que es va publicar per Konami. PES 2010 i està disponible per a les plataformes de PlayStation 2, PlayStation 3, PlayStation Portable (PSP), Xbox 360, Telèfon Mòbil i Microsoft Windows. La data de llançament va ser 19 d'octubre del 2009. Leo Messi, com en l'anterior edició, i Fernando Torres apareixen a la caràtula.
Aquest és el novè videojoc de la saga i el successor de PES 2009.

## Contingut amb llicències
Konami va arribar a un acord amb la UEFA perquè la Lliga de Campions de la UEFA i la UEFA Europa League, per primera vegada, fossin al videojoc. Els patrocinadors de la UEFA es van anunciar al joc com a part del tracte.

### Lligues
Lligues amb llicències completes.
- Ligue 1
- Eredivisie
- Serie A

Lligues amb llicències parcials.
- Barclays Premier League - 2 equips: Liverpool FC i Manchester United FC.
- Liga BBVA - 12 equips: Athletic Club, Atlètic de Madrid, FC Barcelona, Deportivo, RCD Espanyol, RCD Mallorca, Racing de Santander, Reial Madrid, Reial Valladolid, Sevilla FC, València CF i Vila-real CF.

## Estadis
| #  | Estadi                 | Continent | País          | Equip                   |
| -- | ---------------------- | --------- | ------------- | ----------------------- |
| 1  | Anfield                | Europa    | Anglaterra    | Liverpool FC            |
| 2  | Old Trafford           | Europa    | Anglaterra    | Manchester United FC    |
| 3  | Wembley Stadium        | Europa    | Anglaterra    | Anglaterra              |
| 4  | Camp Nou               | Europa    | Catalunya     | FC Barcelona            |
| 5  | Santiago Bernabéu      | Europa    | Espanya       | Reial Madrid            |
| 6  | Estádio do Dragão      | Europa    | Portugal      | FC Porto                |
| 7  | Estádio José Alvalade  | Europa    | Portugal      | Sporting CP             |
| 8  | Estádio da Luz         | Europa    | Portugal      | SL Benfica              |
| 9  | Amsterdam Arena        | Europa    | Països Baixos | AFC Ajax                |
| 10 | El Monumental          | Amèrica   | Argentina     | River Plate             |
| 11 | Estadi de Saitama      | Àsia      | Japó          | Urawa Red Diamonds      |
| 12 | Stade de France        | Europa    | França        | França                  |
| 13 | Estadi Louis II        | Europa    | Mònaco        | AS Monaco               |
| 14 | San Siro               | Europa    | Itàlia        | AC Milan, Inter de Milà |
| 15 | Estadi Olímpic de Roma | Europa    | Itàlia        | AS Roma, SS Lazio       |

### Estadis ficticis
| # | Stadium               |
| - | --------------------- |
| 1 | Konami Stadium        |
| 2 | Estadio Amazonas      |
| 3 | Bristol Mary Stadium  |
| 4 | Estadio Del Pelenque  |
| 5 | Mohamed Lewis Stadium |
| 6 | Ville Marie Stadium   |